# 川野涼多
川野 涼太（かわの りょうた、2001年6月28日 - ）は、熊本県熊本市出身のプロ野球選手（内野手・育成選手）。右投両打。埼玉西武ライオンズ所属。
西武入団時から2025年シーズン途中まで登録名は川野 涼多であったが、2025年シーズン途中から登録名を川野 涼太（読み同じ）としている。

## 経歴

### プロ入り前
熊本市立田迎小学校時に城南クラブで野球を始める。
熊本市立託麻中学校時には遊撃手兼投手で県大会準優勝の成績を修めている。
九州学院高等学校に進学。1年生の夏から背番号6で遊撃手のレギュラーを掴む。3年生の夏の第101回全国高等学校野球選手権熊本大会において「1番・遊撃手」として出場し、決勝戦の対熊本工業高校戦において、2安打を放つも7対5で敗れ甲子園出場はならなかった。
2019年10月17日に行われたプロ野球ドラフト会議において、埼玉西武ライオンズから4位指名を受け、11月12日に契約金4000万円、年俸650万円（金額は推定）で契約合意に達し、12月12日に入団発表会見が行われた。背番号は56。

### 西武時代
2020年は一軍への昇格はなく、二軍公式戦（イースタン・リーグ）58試合に出場し、打率.242、3本塁打、12打点という成績だった。
2021年は初の一軍キャンプに抜擢された。開幕後は二軍公式戦72試合に出場し、打率.216、3本塁打、14打点、6盗塁の成績を挙げたが、一軍昇格の機会はなかった。
2022年4月30日のオリックス・バファローズ戦でプロ初安打初打点を記録したが、5月4日に新型コロナウイルスのPCR検査で陽性判定を受けて登録抹消。7月6日に再登録された。5試合の出場で打率.143、1打点だった。
2023年は一軍出場がなく、二軍でも打率.182に終わった。オフに戦力外通告を受け、11月23日に育成選手として再契約した。背番号は134。
2024年は二軍で35試合に出場。打率.241、1本塁打、11打点という成績だった。
2025年4月14日に、登録名が川野 涼太に変更された（理由は非公表）。

## 選手としての特徴・人物
50メートル走5秒90を記録する俊足。
九州学院高校時代には、2学年上にヤクルトの村上宗隆がいた。オフシーズンは村上の自主トレに参加している。

## 詳細情報

### 年度別打撃成績
| 年 度     | 球 団     | 試 合 | 打 席 | 打 数 | 得 点 | 安 打 | 二 塁 打 | 三 塁 打 | 本 塁 打 | 塁 打 | 打 点 | 盗 塁 | 盗 塁 死 | 犠 打 | 犠 飛 | 四 球 | 敬 遠 | 死 球 | 三 振 | 併 殺 打 | 打 率 | 出 塁 率 | 長 打 率 | O P S |
| --------- | --------- | ----- | ----- | ----- | ----- | ----- | -------- | -------- | -------- | ----- | ----- | ----- | -------- | ----- | ----- | ----- | ----- | ----- | ----- | -------- | ----- | -------- | -------- | ----- |
| 2022      | 西武      | 5     | 8     | 7     | 0     | 1     | 0        | 0        | 0        | 1     | 1     | 0     | 1        | 0     | 1     | 0     | 0     | 0     | 2     | 0        | .143  | .125     | .143     | .268  |
| 通算：1年 | 通算：1年 | 5     | 8     | 7     | 0     | 1     | 0        | 0        | 0        | 1     | 1     | 0     | 1        | 0     | 1     | 0     | 0     | 0     | 2     | 0        | .143  | .125     | .143     | .268  |

- 2024年度シーズン終了時

### 年度別守備成績
| 年 度 | 球 団 | 二塁（2B） | 二塁（2B） | 二塁（2B） | 二塁（2B） | 二塁（2B） | 二塁（2B） | 三塁（3B） | 三塁（3B） | 三塁（3B） | 三塁（3B） | 三塁（3B） | 三塁（3B） |
| 年 度 | 球 団 | 試 合      | 刺 殺      | 補 殺      | 失 策      | 併 殺      | 守 備 率   | 試 合      | 刺 殺      | 補 殺      | 失 策      | 併 殺      | 守 備 率   |
| ----- | ----- | ---------- | ---------- | ---------- | ---------- | ---------- | ---------- | ---------- | ---------- | ---------- | ---------- | ---------- | ---------- |
| 2022  | 西武  | 1          | 0          | 1          | 0          | 0          | 1.000      | 2          | 2          | 5          | 1          | 0          | .875       |
| 通算  | 通算  | 1          | 0          | 1          | 0          | 0          | 1.000      | 2          | 2          | 5          | 1          | 0          | .875       |

- 2024年度シーズン終了時

### 記録
初記録
- 初出場：2022年4月22日、対東北楽天ゴールデンイーグルス3回戦（ベルーナドーム）、8回裏に山川穂高の代走で出場
- 初先発出場：2022年4月30日、対オリックス・バファローズ8回戦（京セラドーム大阪）、「8番・三塁手」で先発出場
- 初打席：同上、2回表に山崎福也から中飛
- 初安打：同上、5回表に山崎福也から遊前安打
- 初打点：同上、7回表にセサル・バルガスから右犠飛

### 背番号
- 56（2020年[8] - 2023年）
- 134（2024年[15] - ）

### 登録名
- 川野 涼多（かわの りょうた、2020年 - 2025年4月13日[3]）
- 川野 涼太（かわの りょうた、2025年4月14日[3] - ）